# Massimo Di Giorgio
Massimo Di Giorgio (Udine, 22 marzo 1958) è un ex altista italiano, medaglia di bronzo ai Campionati europei di atletica leggera indoor nel 1983, oro ai Giochi del Mediterraneo l'anno prima e sette volte campione italiano.

## Biografia
Nel 1975, all'età di 17 anni, salta 2,17 m ottenendo la migliore prestazione mondiale della categoria allievi.
I suoi più grandi risultati sono la medaglia d'oro ai Giochi del Mediterraneo del 1979 a Spalato, la medaglia di bronzo in Coppa Europa nel 1981 a Zagabria, il sesto posto in Coppa del mondo dello stesso anno a Roma e la medaglia di bronzo agli Europei indoor di Budapest del 1983. Ha migliorato per cinque volte il primato italiano, portandolo da 2,25 m (il 15 aprile 1979) a m 2,30 (il 15 giugno 1981).
Non ha potuto gareggiare ai Giochi olimpici di Mosca 1980 a causa del boicottaggio che ha impedito agli atleti militari italiani di parteciparvi, mentre ha dovuto rinunciare a competere a Los Angeles 1984 per un infortunio.
Terminata l'attività agonistica, Di Giorgio si è candidato a sindaco della sua città con una lista civica e nel 2004 ha conteso a Franco Arese la presidenza della FIDAL.

## Palmarès
- Bronzo agli Europei indoor di Budapest 1983
- Oro ai Giochi del Mediterraneo di Spalato 1979
- (1979, 1980 e 1982 all'aperto)
- (1978, 1979, 1982 e 1983 indoor)

## I record italiani
- Nova Gorica 1979: 2.25
- Udine 1979: 2.26.
- Bologna 1979: 2.27.
- Pisa 1980: 2.29.
- Udine 1980: 2.30.

## Risultati
| Anno | Età | Risultato | Gare                                   | Luogo               | Esito                                   |
| ---- | --- | --------- | -------------------------------------- | ------------------- | --------------------------------------- |
| 1973 | 15  | 1.83      |                                        |                     |                                         |
| 1974 | 16  | 2.06      |                                        |                     |                                         |
| 1975 | 17  | 2.17      | Europei Juniores                       | Atene               | 4º con 2.14                             |
| 1976 | 18  | 2.15      |                                        |                     |                                         |
| 1977 | 19  | 2.18      |                                        |                     |                                         |
| 1978 | 20  | 2.22i     | Europei Europei indoor Coppa Europa    | Praga Milano Torino | qualificazioni 15º con 2.10 4º con 2.24 |
| 1979 | 21  | 2.27      | Europei indoor Giochi del Mediterraneo | Vienna Spalato      | 9º con 2.18 1º con 2.26                 |
| 1980 | 22  | 2.29      | Europei indoor                         | Sindelfingen        | 23º con 2.10                            |
| 1981 | 23  | 2.30      | Coppa del Mondo Coppa Europa           | Roma Zagabria       | 6º con 2.15 3º con 2.26                 |
| 1982 | 24  | 2.26      | Europei Europei indoor                 | Atene Milano        | qualificazioni 2.15 8º con 2.22         |
| 1983 | 25  | 2.27      | Europei indoor Coppa Europa            | Budapest Londra     | 3º con 2.27 5º con 2.19                 |
| 1984 | 26  | -         |                                        |                     | infortunato                             |
| 1985 | 27  | 2.12      |                                        |                     |                                         |
| 1986 | 28  | 2.20      |                                        |                     |                                         |
| 1987 | 29  | 2.15      |                                        |                     |                                         |

## Curiosità
- Nel 1983, con la misurà di 2,27 m, si laureò campione di Francia indoor di salto in alto.[3]